# General Felipe Ángeles, Hidalgo
General Felipe Ángeles är en ort i Mexiko.   Den ligger i kommunen Tolcayuca och delstaten Hidalgo, i den sydöstra delen av landet, 60 km norr om huvudstaden Mexico City. General Felipe Ángeles ligger 2 342 meter över havet och antalet invånare är 3 776.
Terrängen runt General Felipe Ángeles är platt åt sydost, men åt nordväst är den kuperad. Terrängen runt General Felipe Ángeles sluttar söderut. Runt General Felipe Ángeles är det ganska tätbefolkat, med 134 invånare per kvadratkilometer. Närmaste större samhälle är Don Antonio, 2,7 km söder om General Felipe Ángeles. Trakten runt General Felipe Ángeles består i huvudsak av gräsmarker.